# チャイナ・スクール
チャイナ・スクールは、狭義では日本の外務省において中国語を研修言語とした外交官たちを指す用語であるが、広義では、民間人なども含め、親中派（親中国派）、「中国屋さん」などと称される中国語に通じ、日中の交流に大きく関わる人々を含む。特に、中華人民共和国の政策に同調する者を批判する文脈で用いられることがよくある表現である。

## 概要
外務省には、研修言語ごとの語学閥（スクール）があり、チャイナ・スクールの他にもロシア語を研修言語とした者を「ロシア・スクール」と称することがあると言われている。
2007年の時点で、研修言語は中国語、フランス語、ロシア語、英語、スペイン語など36語に及んでいる。  
研修言語が中国語であっても、チャイナ・スクールと称される多数派とは異なる姿勢をとる者もおり、チャイナ・スクールを特に批判的に捉える立場の論者も、そうした人物を批判の対象としてのチャイナ・スクールには含まない。
台湾の政治指導者であった李登輝は、晩年のインタビューの中で、「国会議員や外務省の官僚、あるいはマスコミにもチャイナスクールのような人たちがいる。なぜ日本人の中に、これほどまでに中国におもねる人が多いのだろうか。おそらくあの戦争で、日本が中国に対して迷惑を掛けたことを償わなければいけないという、一種の贖罪の意識が座標軸にあるのではないか。」と述べた。

## 「チャイナ・スクール」への批判
チャイナ・スクールに対して批判的な立場をとる論者は、彼らが中国政府の代弁者として機能し、日本の国益を損ねているなどと論じる。
中嶋嶺雄は、著書『「日中友好」という幻想』（2002年）などにおいて、靖国問題、教科書問題、歴史認識問題、尖閣諸島問題など日中関係の諸問題について、日本側の一部議員やチャイナ・スクール外交官たちの姿勢に原因があると論じている。
チャイナ・スクールが中国政府の意向を重視するかのような対応をしたとして批判される代表的な事例に、2002年の瀋陽総領事館北朝鮮人亡命者駆け込み事件がある。この事件以降、チャイナ・スクールという表現が注目を集めるようになった。この事件の際には、外務省OBの村田良平や岡崎久彦が、『産経新聞』への寄稿や、それぞれの著書によってチャイナ・スクール批判を展開した。
他にも、古森義久、山村明義、青木直人などが、チャイナ・スクールを批判する著書などを公刊している。